# 宋宝罗
宋宝罗（1916年10月21日—2017年9月2日），原名保罗，生于北京，中华民国及中华人民共和国京剧老生演员、书画家、篆刻家。

## 生平
宋宝罗的父亲宋永珍自幼学戏，16岁搭班演出，后由侯俊山推荐，来北京投奔田际云，搭入“玉成班”，因擅演《红梅阁》而出名。宋宝罗的母亲艺名叫“金翠凤”，是京剧丑角演员，擅演《十八扯》，被誉为“坤伶第一名丑”。青年“坤伶”孟小冬、孟丽君、碧云霞、张蕴新等都是她弟子，称她“干妈”，故有人戏称她是戏曲界“名妈”。
宋宝罗在他母亲所生的十个子女中排行第四。6岁时起每晚或每周日，母亲带着他与兄弟姐妹到北京城南游艺园后台看戏。他遂对演戏感兴趣，回家以后独自模仿唱戏，父母乃决定让宋宝罗学戏。宋宝罗先后师从张立英、黄少山、张春彦、朱殿卿、宋继亭等老师，学了20余出戏。7岁时，宋宝罗首次登台，在北京天桥东歌舞台剧场，演老生戏《上天台》，被观众视为“梨园小神童”。次日，演老旦戏《滑油山》、《游六殿》。第三日，演花脸戏《探阴山》。《益世报》、《群强报》等报纸报道了宋宝罗演出的消息。
1924年2月19日，冯玉祥和李德全在南苑机场举行婚礼，群益社以三天堂会戏助演。第一天，由入科不足一年的13岁的宋遇春（宋宝罗的二哥）和7岁的宋宝罗演《张松献地图》，宋遇春饰关羽，宋宝罗饰张松。第三天，哥俩演《斩颜良》，宋宝罗饰关羽，宋遇春饰颜良，因宋宝罗耍不动关羽的青龙偃月刀，饰颜良的哥哥宋遇春刚开打便倒下了，引得台下的冯玉祥和官兵们大笑。
9岁时，宋宝罗与哥哥在父亲率领下，到各地巡回演出，有场花脸戏因化妆师不慎用了烟锅灰勾脸，使宋宝罗右眼中毒失明，一时无法登台。直到十三、四岁时，经治疗眼睛才恢复视力，宋宝罗重新登台。15岁时，宋宝罗在河南郑州连演数月而失声，再次无法登台。
这时，宋宝罗家刚从北京施家胡同迁至北京延寿街三眼井胡同21号。该地区有戏曲演员杨小楼、张君秋、王玉蓉、李洪春、吴素秋等人居住，且距离北京琉璃厂很近，有朵云轩、荣宝斋等书画古玩店。书画家马谌汀租住在他家的南屋，因喜欢他而教他学画画。在马谌汀的画室，宋宝罗还结识了齐白石、李苦禅、王青芳、陈半丁等书画家。经马谌汀介绍，宋宝罗后来又拜于非闇为师，学习工笔花鸟画。受于非闇启发，宋宝罗又学习篆刻。
北京中山公园里有个水榭林园，是书画社——湖社的活动场所。湖社每日举办笔会，并常办画展。宋宝罗常来水榭林园，因此结识徐悲鸿、张大千、徐燕荪等书画家。1934年春某天，几位画家合作一幅画，徐悲鸿画了数只麻雀，题款后发现自己忘带印章，宋宝罗利用水榭里的石头和刻刀现场刻了方“悲鸿”印章，徐悲鸿用这枚印画。此后徐悲鸿不少画用的就是这方印章。
宋宝罗曾为不少名人刻过印章，如张大千、于右任、孔祥熙以及周信芳等人，这些印章被他收入印谱本，此谱后请张伯苓题跋，徐世昌题“铁划银钩”，金锡侯题“直追秦汉”。他每月能刻二、三十方印章，月收入一、二百元。有5年时间他都没唱戏。
1937年七七事变发生后，侵华日军占领北平、天津及华北大部分地区。日本控制下的华北当局为安定人心，大搞娱乐活动。见荀慧生、马连良、谭富英、金少山等名角在天津中国大戏院演出，宋宝罗又重燃演戏的念头。5年没演戏，他的嗓音竟比之前更好，刘（鸿升）派、汪（桂芬）派的戏都能唱。
不久，程砚秋率团来天津公演，演出《阳平关》、《锁麟囊》，戏票迅速卖光。但演出前一天，有位二牌老生演员突发高烧无法来天津参演，程砚秋心急如焚。宋宝罗在画界的忘年交姜妙香向程砚秋推荐宋宝罗演《阳平关》中的黄忠一角。宋宝罗因此与程砚秋同台演出。后来他又和郑冰如、宋玉茹合作演出。后来，宋宝罗到东北、上海、江苏、浙江等地巡演。
1949年4月，上海战役结束后，宋宝罗在上海复兴公园办了场扇面义卖画展，义卖所得全部捐给上海市人民政府慰问中国人民解放军。随后他又参与梅兰芳、周信芳等人举办的慰问中国人民解放军义演活动。1953年到1957年反右运动前，宋宝罗分别在上海、江苏、江西等地演出。1957年反右运动中，一批戏曲名家被打成“右派分子”，宋宝罗虽未被划为“右派分子”，但也受到冲击。1958年，杭州京剧团邀宋宝罗加盟，此后他常在浙江城乡演戏，浙江省及杭州市领导多次看他演出。1958年至1964年，他连续被评为杭州市先进工作者。
1958年9月某晚，宋宝罗在杭州新中国剧院主演《碰碑》等剧，演出结束后，前台看门的工作人员告诉他，周恩来刚才站在后面看戏。数日后某晚，浙江省公安厅警卫处人员用轿车将他接到西泠饭店，见到了周恩来。他为周恩来唱了《碰碑》中反二黄唱段，周恩来鼓掌说“好极了，好极了！”不久，周恩来将此事向毛泽东进行了介绍。此后宋宝罗多次为毛泽东献艺。
1958年秋某晚，浙江省公安厅警卫处的轿车将宋宝罗从东坡剧院接到杭州饭店，走进三楼大厅他遇见周恩来和中共浙江省委书记江华，再往里走便见到毛泽东、刘少奇、王光美、陈毅和十世班禅，当时毛泽东、刘少奇、周恩来等中央领导是陪金日成率领的朝鲜劳动党代表团来杭州访问。宋宝罗为毛泽东等中央首长和朝鲜贵宾唱戏，演出结束后，毛泽东、刘少奇、周恩来、金日成、陈毅、崔庸健、班禅等中朝领导人与宋宝罗等演职员合影。
1962年12月26日，毛泽东七十寿辰。宋宝罗应邀为毛泽东演出《朱耷卖画》，边唱戏边画画。当宋宝罗边唱二黄原板边画时，毛泽东从沙发上站起来，轻轻走到宋宝罗身旁。宋宝罗回忆道，“我正在握着大笔画鸡身的时候，无意中碰到了毛主席的身体，才知道主席背着手在仔细看我的画稿。我激动极了，原来要唱6句或者8句才能将公鸡画好，这次有如神助一般，唱了4句便画好了。”毛泽东说：“戏唱得好，画也不错，用笔很准。”宋宝罗用小楷笔题款：“敬献给毛主席”。毛泽东高兴地说：“你可以写上一句‘一唱雄鸡天下白’嘛！”
1958年春至1963年春，宋宝罗先后40余次为毛泽东、刘少奇、周恩来、朱德、陈云、叶剑英、李先念、陈毅等中央领导演唱。
1966年“文化大革命”爆发后，杭州京剧团被造反派称作“浙江省最大的放毒剧团”，宋宝罗被称作“最大的反动权威和牛鬼蛇神”。1967年春夏之交，造反派在南京图书馆发现一张1945年10月的报纸，头版头条是蒋介石在舞台上与宋宝罗握手的照片，旁边有宋美龄、何应钦、陈诚及美国马歇尔将军，那是庆祝抗日战争胜利的一场演出。因为该“罪证”，宋宝罗被造反派打成“历史反革命分子”，“永世不得翻身”，妻子被迫和宋宝罗离婚，宋宝罗差点自杀。
1970年冬，毛泽东到杭州视察，在一次晚会上，毛泽东问浙江省革命委员会第一副主任陈励耘：“那位会唱京戏、会画大公鸡的宋宝罗怎么没有来？”陈励耘答：“他的问题还没搞清楚。”毛泽东问：“他有什么问题？”陈励耘答：“听说他给蒋介石唱过戏。”毛泽东生气地说：“演戏是演员的工作，蒋介石叫他唱戏他敢不唱？解放后我和总理多次请他来为我们唱戏，他不是一叫就来嘛。你们真是乱弹琴！”此后造反派不敢再像以前那样迫害宋宝罗，但仍未给他平反。
1978年冬，中共中央副主席叶剑英来浙江视察，在一次晚会上对在场的浙江省、杭州市及有关部门的领导说：“宋宝罗在‘文革’中被造反派打成所谓的‘反革命’，这是错误的。他是我们的好演员、好同志，我在这里为他平反了！”叶剑英的话引起了掌声，宋宝罗当即流泪。当天是叶剑英八十寿辰，宋宝罗演唱了叶剑英的诗作《八十抒怀》，当他唱到“满目青山夕照明”时，全场掌声雷动，叶剑英也起立鼓掌。
宋宝罗退休后，仍时常登台唱戏，并继续绘画、篆刻。他喜爱画大公鸡，他刻的“百寿印”将100个寿字错落排列。他不仅读书、看报，还学会了上互联网，开了博客。他曾被评为“中国百佳健康老人”、“浙江省十佳健康老人”、“杭州市十佳健康老人”。
2017年9月2日，宋宝罗在杭州家中无疾而终，享年101岁。

## 家庭
- 父：宋永珍，艺名“毛毛旦”，梆子旦角[2]。
- 母：宋凤云，原姓杨，早年工旦角，艺名“金翠凤”，嗓败之后改演丑角，更名“宋凤云”，成为京剧第一位女丑演员。宋永珍、宋凤云夫妇育有四子二女，均在戏曲界工作，其中以次子宋遇春、四子宋保罗最知名[2]。
- 二哥：宋遇春，工文武老生[2]。